# 巴科洛里水坝
巴科洛里水坝（英語：Bakolori Dam）是尼日利亚西北部索科托州的一个水坝，于1978年建成，1981年开始蓄水。这是尼日尔河支流索科托河上的一个主要水库，为巴科洛里灌溉项目供水。水库容量达4.5亿立方米，面积达8,000公顷，向上游延伸19 km（12 mi）。由于政府未提供替代土地或经济补偿，许多农民因水坝建设而流离失所，失去生计，并在抗议活动中死亡。 该项目已成为开发失败的典型案例。

## 背景
索科托河流经尼日利亚北部半干旱的苏丹草原地区。年降雨量不可预测，每年6-9月期间的降雨量从500毫米到1300毫米不等。在修建水坝之前，索科托河泛滥平原的大约5万名农民实行集约化退耕，在雨季种植水稻和高粱，在旱季种植洋葱、大蒜和番茄等蔬菜作物。 许多农民采用桔槹，从河里汲水，然后注入灌溉渠或池塘。一些身处深闺的妇女通常不在田间干活，但她们对土地拥有所有权，并协助劳动。不在禁闭状态下的妇女则积极从事农活。 这些土地往往是公有的，没有正式的所有权记录。
该地区的农民仅能勉强维持生活，他们更关心的是避免风险，而不是实现利润最大化。该地区经常发生周期性的干旱，希望有稳定的供水是建造水坝的动机之一。

## 规划
1969年，联合国粮食及农业组织发布了一份报告，建议在塔拉塔马法拉修建一座小型水坝和灌溉系统，并在上游修建更多的水坝用于防洪。粮农组织的报告强调，必须采取对现有土地使用模式影响最小的渐进办法，因为该区域缺乏灌溉项目的经验。1971年，尼日利亚军政府对该项目的设计与监督进行招标，1972年，尼日利亚 Impressit Bakolori 公司中标，该公司60%的股份由尼日利亚政府持有，40% 的股份由菲亚特汽车子公司持有。1972至1974年该项目研究期间，其范围扩大到包括一个大型水坝和一个大规模的机械化灌溉系统。规划过程中没有征求当地农民的意见，也没有研究可能对下游造成的影响。

## 建设

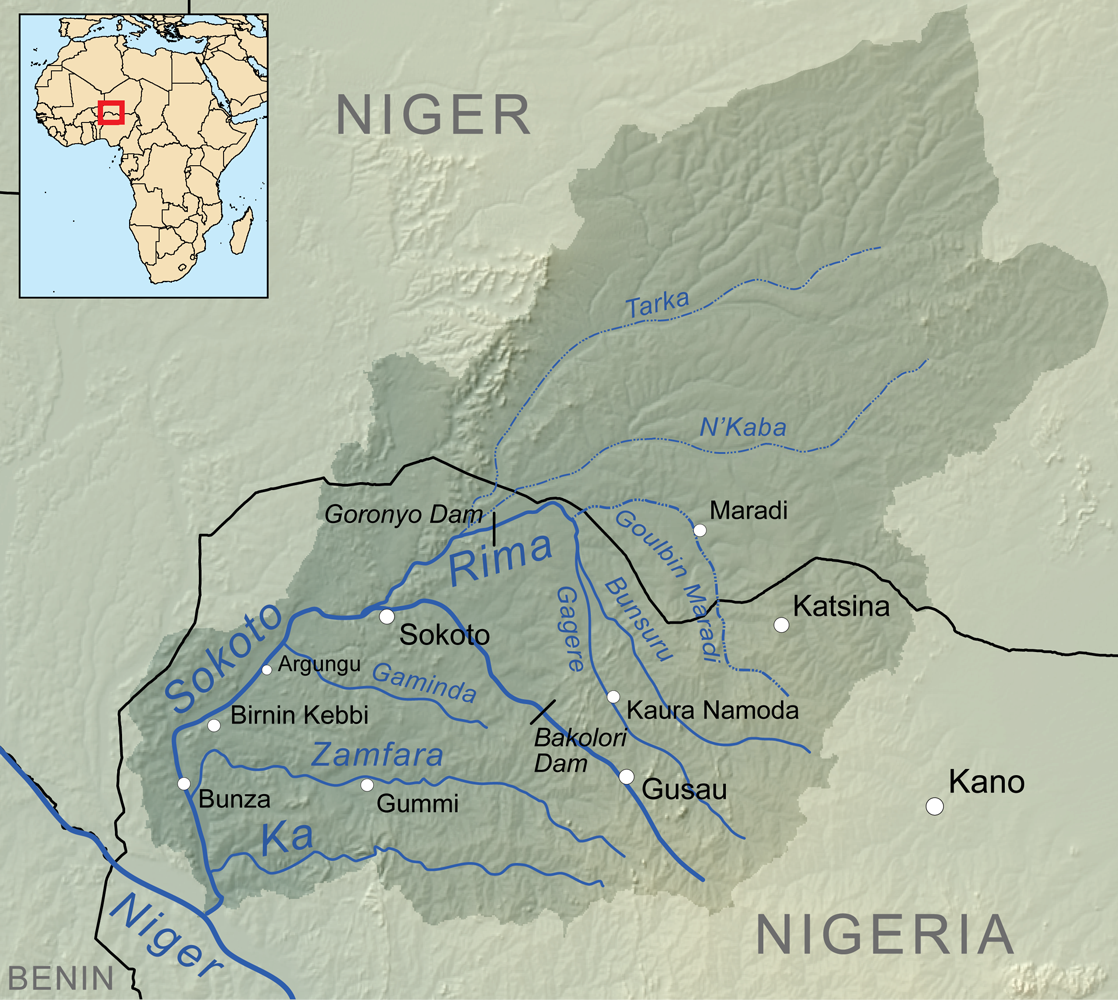
索科托河流域，水坝位置已标出

水坝于1974年开始建设，1978年竣工，之后用了三年时间来蓄水。水坝为填土堤坝，长5.5（3.4英里），中央混凝土结构长360米（1,180英尺），高48米（157英尺），包括一个3兆瓦的小型水力发电厂。灌溉管道和水渠直到1983年才完工，原计划灌溉面积30,000公顷，但实际仅23,000公顷。其中15,000公顷实施喷灌，8,000公顷实施自流灌溉。洒水装置价格昂贵，但如果维护得当，可以更有效地利用水资源。在成本超支之后，这个灌溉工程最终成为世界上以面积平均计算最昂贵的灌溉工程之一。
水坝建设、土地修整以及水渠建设等行为破坏了当地的农田和树木。当地的农民失去土地，大多数人没有得到任何补偿，或者被分配到一块毫无价值的土地。那些留下来的人被迫种植不熟悉的农作物，如小麦。 在水坝建设过程中，当地农民几年没有谋生的手段。1979年11月，面对示威者，索科托州州长谢胡·坎吉瓦承诺解决他们的所有不满。然而，1980年4月28日，警察对手无寸铁的示威者采取行动，杀死了380多人，但政府声称只有25人死亡。

## 对下游的影响

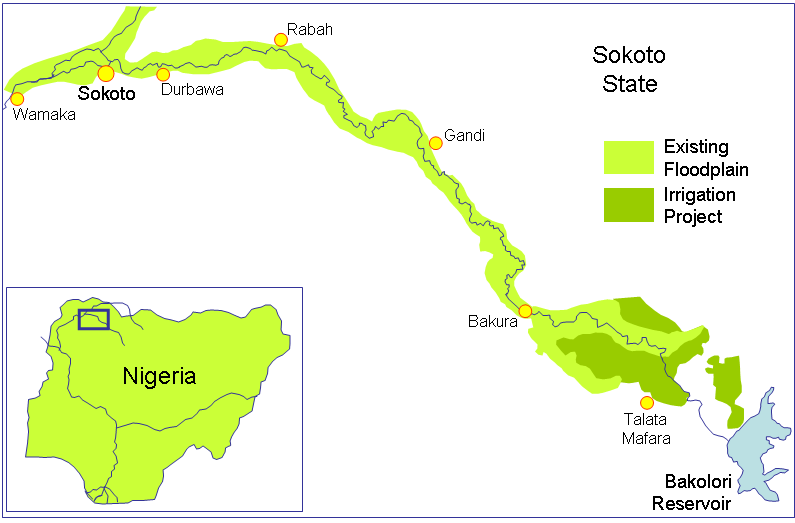
索科托河已有的泛滥平原与灌溉系统覆盖区域示意图

水坝下游洪泛区农民实行洪水退耕农业，在生长季节之前对上游流量需求较高。水坝工作人员未能了解这种需求，在不合适的时间释放不足的水。 在雨季期间，水坝显著降低了洪峰流量和下游洪水的深度、持续时间和范围。由于在炎热干旱地区，水分会大量蒸发，水坝还减少了可用于耕作的总水量。在下游地区共19,000公顷的泛滥平原上，水坝造成7,000公顷水稻和5,000公顷旱季作物损失。价值较低的小米和高粱产量有所增加，抵消了一部分损失，但12,000人被迫迁移。农业产出的损失每年达700万美元。

## 水库和灌溉区
水库的沿岸地区相对较小，使得大多数鱼类产卵和育苗区域面积受限，且水较为浑浊，悬浮的土壤颗粒阻挡了光线，抑制了鱼类赖以为生的水生植物的生长，限制了水库的鱼类产出，其产量低于河流、天然湖泊和池塘。在灌溉区，较高的地下水位加上高蒸发率造成了盐碱化，毁掉了一半的可灌溉土地。此外，水源性疾病的发病率亦较高。当地曾试图引进豇豆新品种，与小米、高粱和花生间作，但由于豇豆的产量相对较低，且灌溉系统的成本较高，该方法收效甚微。
到2003年，喷灌系统不再运作，只有7,500公顷的土地由自流输送灌溉，主要用于种植水稻。土地被搁置，许多居民迁入城市。巴科洛里水坝导致可用的耕地面积减少53%。
联合国教科文组织1988年出版的题为《明智利用湿地》（英語：Wise Use of Wetlands）的报告中写道，“如果一开始能有更全面的经济评估，就不会那么看好巴科洛里水坝的计划。”